# Шилка-Пасажирська
Шилка-Пасажирська (рос. Шилка-Пассажирская) — станція Могочинського регіону Забайкальської залізниці Росії, розташована на дільниці Каримська — Куенга між станціями Шилка-Товарна (відстань — 2 км) і Холбон (14 км). Відстань до ст. Каримська — 151 км, до ст. Куенга — 81 км; до транзитного пункту Бамівська — 830 км.